# سوبر إكسفيوس: غامب نو نازو
سوبر إكسفيوس: غامب نو نازو (باليابانية: スーパーゼビウス ガンプの謎) ، هي لعبة فيديو إلكترونية أنتجها شركة نامكو اليابانية سنة 1986م.

## وصلات خارجية
- Super Xevious: Ganpu no Nazo guide في موقع ستراتيجي ويكي
- Hardcore Gaming 101 Xevious series article
- Game Ending
- GameFAQs - Family Computer Version